# Hugo (boekenserie)
Hugo is een van oorsprong Duitstalige jeugdboekenserie, geschreven door Sabine Zett en gepubliceerd door Loewe Verlag (Bindlach). De serie is in het Duitse taalgebied in januari 2011 gestart en bestaat inmiddels (2013) uit zes delen. Van het eerste deel zijn vertalingen uit het Duits verschenen in het Tsjechisch, Nederlands, Lets, Litouws, Pools, Portugees (Brazilië), Roemeens, Spaans (Latijns-Amerika) en Turks. 

## Nederlandse vertalingen
- Hugo's Geniale Wereld, augustus 2013, Uitgeverij Holland, Haarlem
- Hugo's Masterplan, oktober 2013, Uitgeverij Holland, Haarlem
- Hugo fikst het, maart 2014, Uitgeverij Holland, Haarlem
- Very Important Hugo, juli 2015, Uitgeverij Holland, Haarlem
- Hugo chillt, mei 2016, Uitgeverij Holland, Haarlem